# Vuoggatjålme
Vuoggatjålme é um pequeno aldeamento turístico (stugby) da Suécia, situada na província histórica da Lapônia. Está situado junto ao Círculo Polar Ártico, a 105 km da localidade sueca de Arjeplog e a 38 km da fronteira com a Noruega. É conhecido por ter sido o ponto da Suécia onde foi registada a mais baixa temperatura de sempre, -52,6 °C em 2 de fevereiro de 1966.